# 서민 (기업인)
서민(徐旻, 1971년 ~ )은 대한민국 광주 출신의 기업인이다. 서울대학교 컴퓨터공학과 학사, 서울대학교 공과대학원 컴퓨터 공학과 석사과정을 마치고, 넥슨에 입사해, 세계 최초의 그래픽 온라인게임 바람의 나라 서버 프로그래밍을 담당했다. 2010년부터 2014년 3월까지 넥슨 한국법인인 넥슨 코리아 대표를 맡았다.

## 학력
- 1997년 2월 - 서울대학교 공과대학원 컴퓨터 공학과 석사졸업
- 1995년 2월 - 서울대학교 컴퓨터공학과 학사졸업

## 경력
- 1997년 - (주)넥슨 입사 | 세계 최초 그래픽 온라인 게임 ‘바람의나라' 서버프로그래밍 담당
- 2002년 12월 - (주)넥슨 일본법인 이사
- 2005년 10월 - (주)넥슨 개발이사
- 2008년 9월 - (주)네오플 대표이사
- 2009년 3월 - (주)넥슨 공동 대표이사
- 2010년 11월 - (주)넥슨코리아 단독 대표이사 (2014년 3월까지)

## 수상경력
- 2010년 1월 - 문화체육관광부 장관 표창
- 2011년 12월 - `2011 대한민국 콘텐츠 어워드' 해외진출유공자 부문 대통령표창 수상
- 2011년 12월 - 제48회 무역의 날 게임 부문 수출 공로패 수상